# شاي أمريكي (فلم)
شاي أمريكي فيلم أمريكي كوميدي أخرجه الأمريكي من أصل هندي أنوراغ ميهتا وبطولة شيتال شيث.

## ملخص الفيلم
تدور أحداث الفيلم حول طالب كلية هندي يطمح أن يصل إلى الشهرة عن طريق الموسيقى، إلا أن والده كان يريدة أن يصبح طبيب ويتزوج من فتاة هندية.وهكذا يعيش الولد في حياة إزدواجية فبينما كان والداة يريدان أن يكمل دراستة في كلية الطب، إلى أن الولد يذهب يتلاعب باوتار الغيتار في فرقة الروك، ويحاول أن يكون أمريكيا ويتعرف على شابة أمريكية ويفشل في العلاقة معها.

## روابط خارجية
- مقالات تستعمل روابط فنية بلا صلة مع ويكي بيانات